# یرواند لالایان
یرواند آلکساندری لالایان (ارمنی: Երվանդ Ալեքսանդրի Լալայան؛ زاده ۲۵ مارس ۱۸۶۴ – درگذشته ۲۴ فوریهٔ ۱۹۳۱) باستان‌شناس و نژادشناس اهل ارمنستان بود. وی همچنین بنیانگذار و از سال ۱۹۱۹ تا ۱۹۲۷ اولین رئیس موزه تاریخ ارمنستان بود.

## زندگی‌نامه
در ژانویه ۸ [سبک قدیمی: دسامبر ۲۷] ۱۸۶۴ در گیومری به دنیا آمد. وی در مدرسه نرسیسیان تحصیل نمود. وی در سال ۱۸۹۴ از دانشکده علوم اجتماعی دانشگاه ژنو فارغ‌التحصیل شد وی همچنین در صومعه ارمنی جزیره سن لازار تحصیل نمود. به ارمنستان بازگشت و در بین سال‌های ۱۸۹۵ تا ۱۸۹۷ در مدرسه اسقف‌نشین شوشی به فعالیت پرداخت. در تاریخ ۲۱ نوامبر ۱۹۰۰ وی انتشارات قوم‌شناسی ارمنیان را در تفلیس بنیانگذاری نمود. در ۲۴ فوریهٔ ۱۹۳۱ در سن ۶۶ سالگی در ایروان درگذشت و در پانتئون کومیتاس به خاک سپرده شد.

## نگارخانه

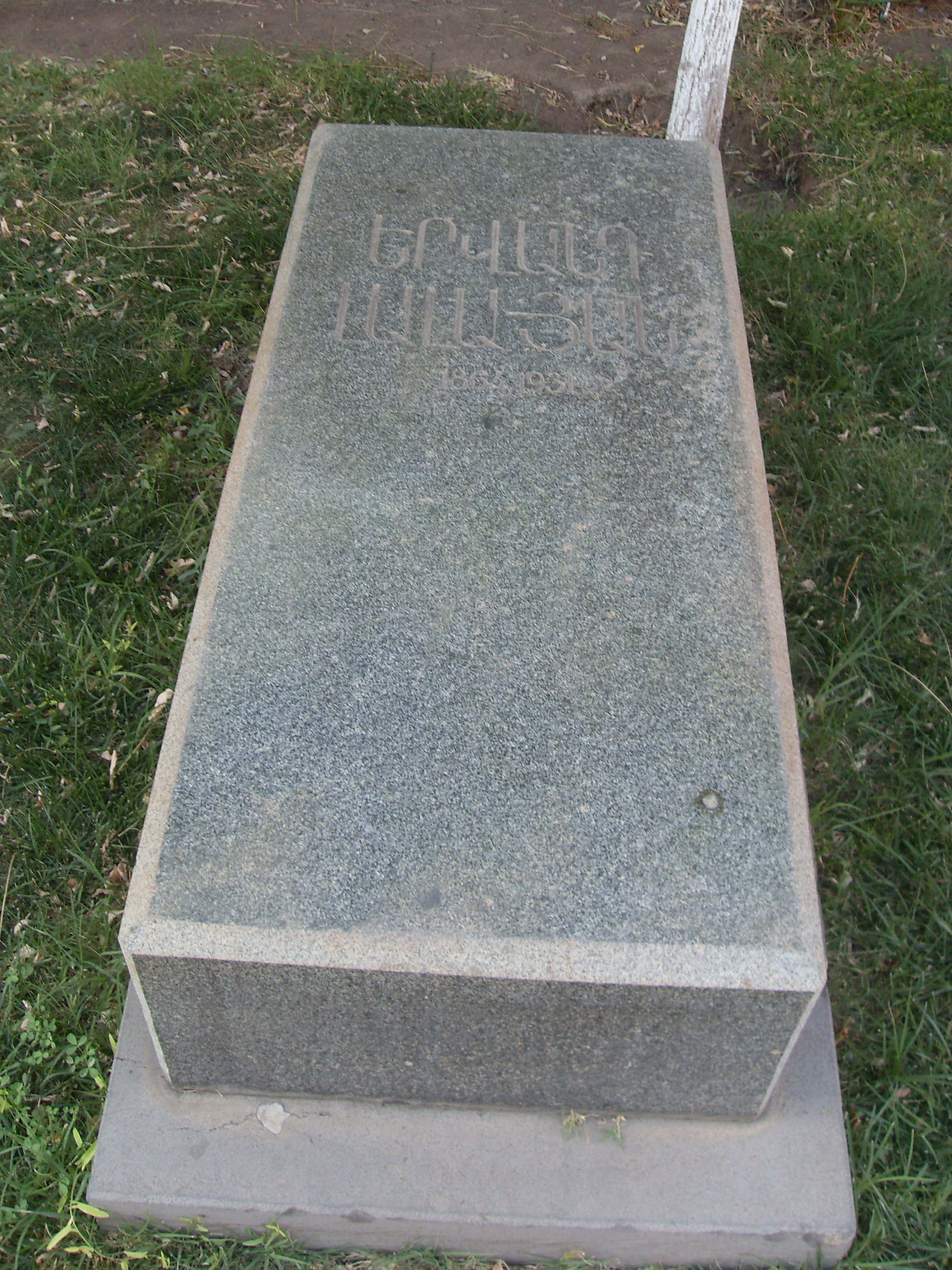
آرامگاه در کومیتاس پانتئون ایروان